# Léon Lesca
Pour les articles homonymes, voir Lesca.
Léon Lesca est un entrepreneur, homme d'affaire et propriétaire foncier français né le 24 novembre 1825 à La Teste-de-Buch en Gironde et mort le 1er juillet 1913 au lieu dit L'Herbe, sur le territoire de la même commune.
Il acquiert au XIXe siècle et développe un vaste domaine sur la presqu'île du Cap Ferret, dont l'urbanisation est alors insignifiante, prémices de la future station balnéaire.

## Biographie
Les Lesca constituent une ancienne famille testerine qui compte au XVIIIe siècle des marins, des tenanciers de relais de poste, des tonneliers, des vignerons. À partir de 1780, elle investit dans le pin et son gemmage et devient au XIXe siècle avec plus de 10 000 hectares de pinède, un des plus gros propriétaires de la région. 
Léon naît le 24 novembre 1825 à La Teste-de-Buch, dans une famille de six enfants. Il épouse en 1860 Coraly Godbarge, de quinze ans sa cadette, fille de sa cousine germaine et d'un entrepreneur de travaux publics bourguignon,,. À Bordeaux, le couple se fait édifier un immeuble au 130, rue du Palais-Gallien. Il aura six enfants.
Associé à son beau-père, il participe à la construction du port de Boulogne, des quais de Toulouse, de la ligne de chemin de fer Toulouse - Castelnaudary. C'est surtout en Algérie qu'il fait fortune, grâce au marché de construction des quais du port d'Alger obtenu en 1862 et à celui de la voie ferrée qui relie Constantine à Philippeville.

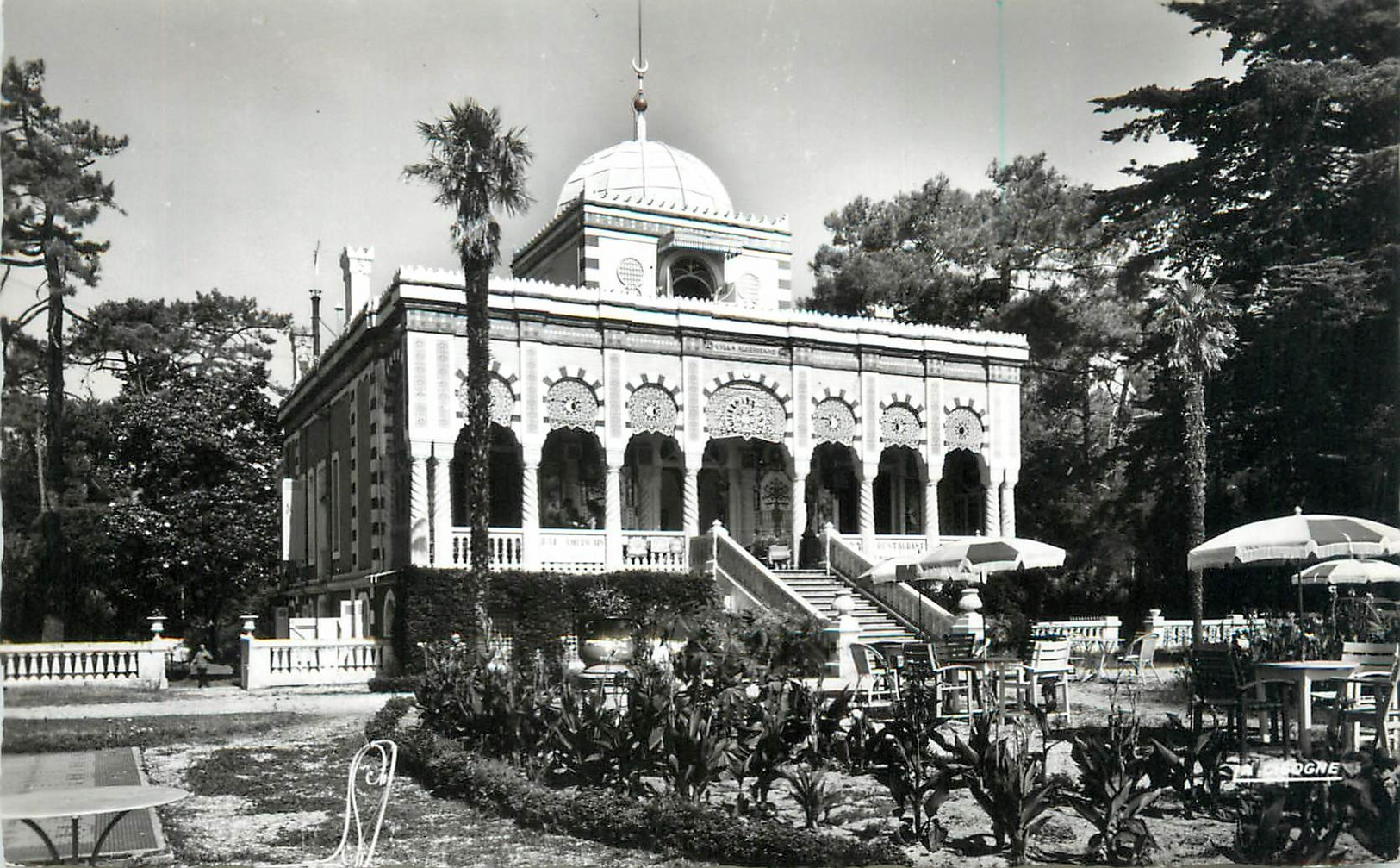
La « villa algérienne » de Léon Lesca vers 1900.

De retour en métropole, Léon acquiert avec son frère  Frédéric un domaine de 1 200 hectares en partie marécageux sur le flanc est de la presqu'île du Cap Ferret, entre les lieux-dits Le Boque et Piquey. Napoléon III vient en effet de mettre aux enchères ces terres dans le cadre d'une campagne d'aliénation des forêts domaniales menée entre 1860 et 1863. Non desservies par la route et accessibles uniquement par voie d'eau, elles sont alors quasiment désertes. Chaque frère se bâtit un relais de chasse au Boque,.   

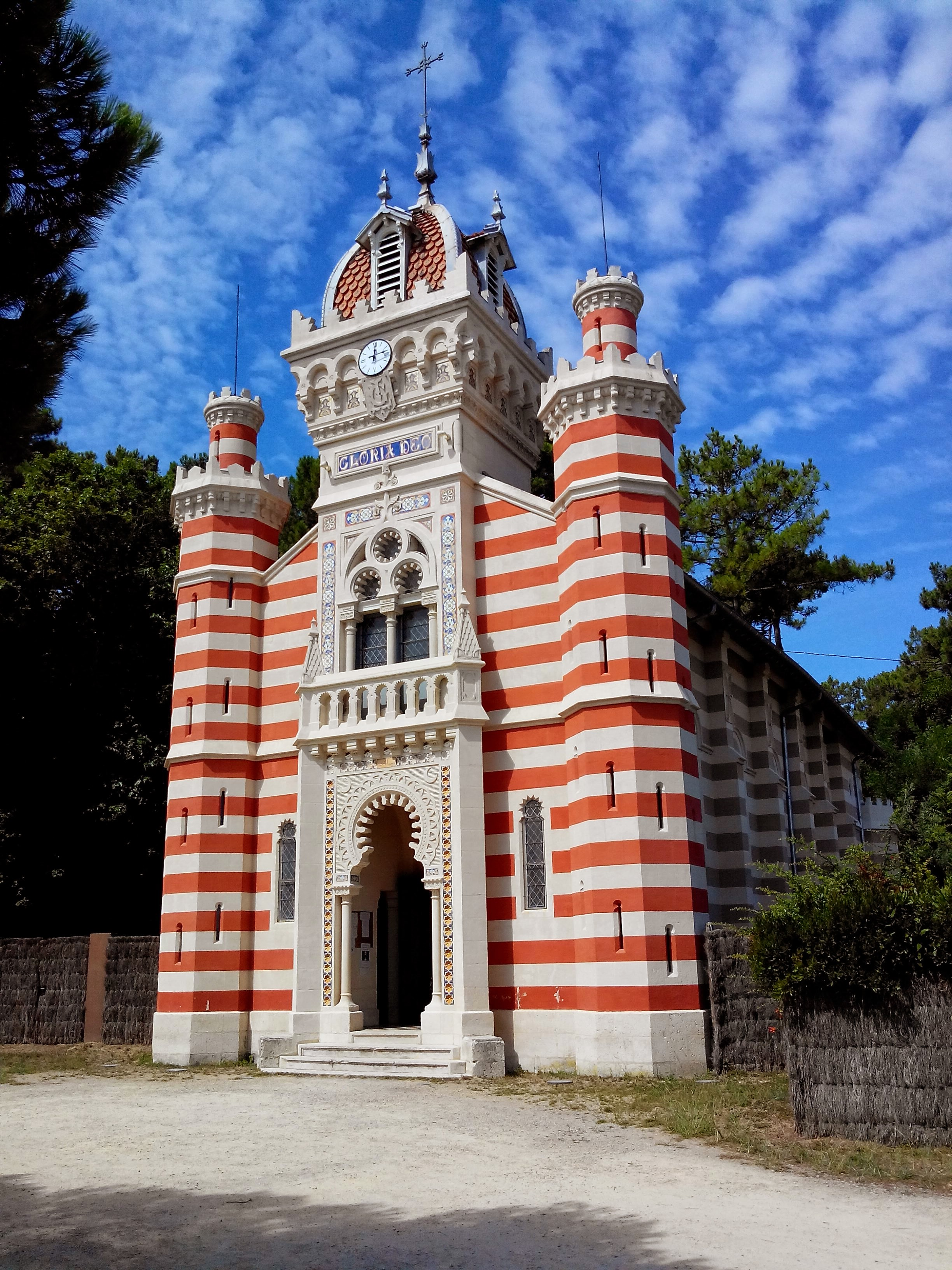
La chapelle privée attenante.

 De 1865 à 1885 Léon confie à l'architecte Eugène Ormières la construction une villa dans le style mauresque au lieu-dit Gnagnotte. Autour, il fait aménager un parc exotique de 27 hectares — où il acclimate l'arachide, le mimosa et le yucca —, avec pont en rocaille, grotte artificielle et statues. Il construit un presbytère, une école, une jetée, des maisons pour le personnel. La chapelle Sainte-Marie-du-Cap (1885) est le dernier de ces édifices et le principal vestige de la propriété subsistant au XXIe siècle. Le style des constructions conduit les contemporains à surnommer le hameau « village malgache » ou « africain ». La maison accueille des personnalités importantes : Adolphe Thiers, Sarah Bernhardt, la reine Ranavalona III, etc.
Plus loin, Léon Lesca fait installer des parcs à huîtres, creuser des réservoirs à poissons, planter un vignoble — dont les cépages venus de Crimée et du château Margaux produisent 50 tonneaux par an d'un rouge nommé Dunes du Cap Ferret. Humaniste, il emploie quatre-vingt personnes dans son domaine et fonde une société de protection des ostréiculteurs.  

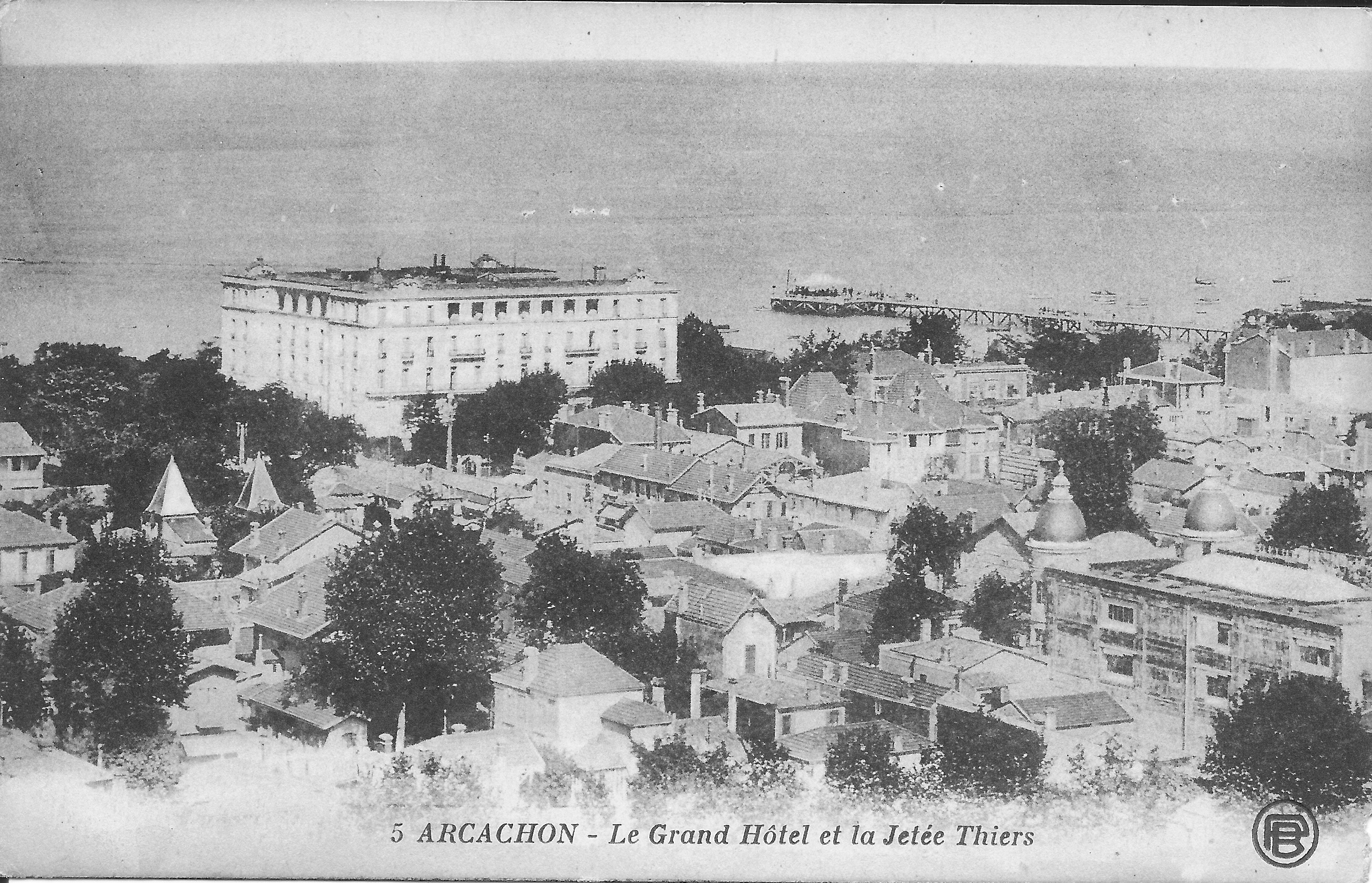
Le Grand Hôtel d'Arcachon.

Au sud du bassin, il fait construire en 1866 le Grand Hôtel d'Arcachon, de proportions grandioses avec ses 100 chambres luxueuses,. 
En 1896, après la mort de son frère, Léon et ses neveux et nièces créent un lotissement de vingt-trois parcelles, première ébauche de la future station balnéaire du Cap-Ferret. Il co-fonde en 1902 une compagnie maritime pour exploiter le vapeur Courrier du Cap, qui relie le Cap-Ferret à Arcachon.
Léon Lesca est conseiller général de la Gironde de 1874 à 1899. Il acquiert en 1906 de vastes fonciers boisés à Pyla-sur-Mer.
Il meurt dans sa « villa algérienne » le 1er juillet 1913 et est inhumé à Bordeaux, au cimetière de la Chartreuse. 
La demeure quant à elle périclite : tombée en indivision, elle est occupée par les Allemands pendant la guerre et son parc n'est plus entretenu. Rongée par les termites, elle échoit par tirage au sort à l'un des descendants, qui s'en débarrasse au profit d'un hôtelier. Celui-ci la cède vite à des promoteurs qui la font détruire en 1965 pour construire un immeuble de villégiature.

## Distinctions
- Chevalier de l'ordre de la Légion d'honneur[18] (13 mai 1891)
- Officier de l'ordre des Palmes académiques (1887)[réf. nécessaire]

Il est l'éponyme d'une avenue de Lège-Cap-Ferret.